# Luca Rossetti da Orta
Luca Valentino Rossetti (Orta San Giulio, 1708 – 1770) è stato un pittore italiano, esponente della cultura figurativa settecentesca nel Cusio, diocesi di Novara, Biellese e Canavese.

## Biografia
Luca Rossetti nacque a Orta San Giulio il 5 ottobre 1708 da Pietro Antonio, originario di Vogogna, e Antonia Francesca Pilotti di Serravalle. 

Non sappiamo da quale data la famiglia si fosse trasferita dall'Ossola nella cittadina lacustre, dove la ritroviamo residente dal 1705 nella casa sita in Medio Ortae, in affitto dal pittore Bersano. Il padre di Luca, Pietro dopo il matrimonio con Francesca Pilotti, si era insediato nella casa sulla Motta, acquistata da Carlo De Forte. In questa casa avrebbe vissuto la famiglia Rossetti fino alla morte, nel 1817, della figlia nubile di Luca, Adeodata. 

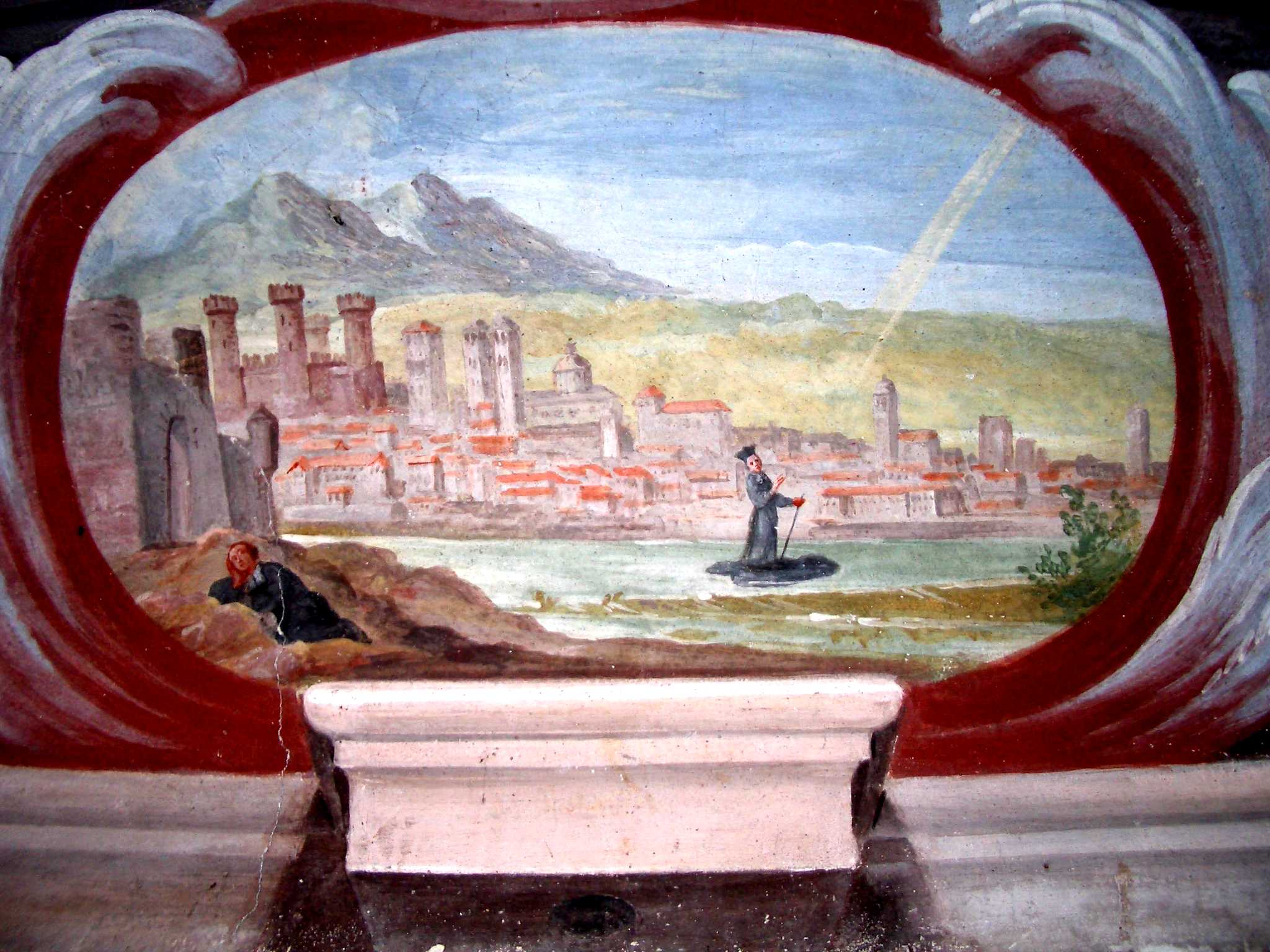
Chiesa San Gaudenzio Ivrea

L'avvio alla pittura dovette prospettarsi scontato, stante che tale professione riguardava sia il padre che il nonno Valentino, documentati tra la stessa Ossola natia, la Valsesia e il Lago d'Orta. Per altro Pietro Antonio morì precocemente nel 1719 e tale morte mise presumibilmente Luca nella situazione di capofamiglia fin dalla giovane età, ma ancora vivente il nonno la cui opera è attestata fino al 1733.
La prima opera pubblica al momento nota, è del 1733 nell'oratorio di San Rocco di Orta, dove egli ne affrescò il soffitto. A seguire intorno al 1735 dovrebbe collocarsi l'esecuzione della pala d'altare della cappella di Sant'Anna nella parrocchia di San Biagio di Auzate, raffigurante la Morte della santa, replica quasi integrale del dipinto romano omonimo di Andrea Sacchi. 

Nel 1736 risulta già sposato con Marta Maria Undetti di Samarate (Varese) e questo matrimonio fa ipotizzare un trasferimento temporaneo del pittore in quella località, forse per un breve periodo formativo a Varese  o per qualche lavoro, al momento non identificato: ipotetico e da appurare un suo eventuale intervento nella chiesa di San Rocco nella stessa Samarate, dove vi sono alcuni affreschi di figura accompagnati a quadrature, opere queste ultime di un maestro di qualità. 
La prima figlia Adeodata, in base a stati delle anime successivi, risulterebbe nata proprio nel 1736, evento questo che sposterebbe la data delle nozze almeno al 1735. Dal 1736 al 1738 Luca dovrebbe aver risieduto a Orta, come sembrerebbe comprovato da una serie di atti ivi stipulati: a proposito di tali documenti giova premettere fin dall'inizio che si tratta di prestiti operati dal Rossetti a personaggi cusiani e ortesi nello specifico, un'attività questa che dovette costantemente accompagnarsi a quella del pittore e che probabilmente gli consentì anche di incrementare le sue sostanze, poi utilizzate per acquisti di case e terreni. A significare il senso di tali rapporti, alcuni di tali personaggi presenziavano quali padrini nei battesimi del suoi figli.
Tra il 1738 e il 1739 iniziarono i contatti con il Canavese e con il Biellese, al momento non chiariti nelle intermediazioni, ma che furono ripetuti con l'effetto di lavori lasciati in tempi diversi in queste zone. Nel 1744 lo stato delle anime della parrocchia di Orta registra la famiglia di Luca nella casa alla Motta, con la moglie, le due figlie Adeodata e Benigna, nata nel 1742, la madre  e la sorella Anna Cecilia. Gli anni seguenti vedono l'infittirsi della sua attività tra Canavese e Biellese con ritorni continui a Orta dove nel 1744 nasceva la figlia Aurelia e nel 1747 Hortensia. La seconda metà del Settecento vede invece il concentrarsi della sua attività nel Cusio, tra Nonio, Carcegna, Artò e forse anche Quarna Sopra, per ricordare i luoghi dei lavori più impegnativi; intorno al 1751 dovrebbe localizzarsi una delle sue imprese più significative, la decorazione della parte settecentesca dell'oratorio dei Santi Bernardino e Marta insieme a quella nell'annesso antico  oratorio detto della Beata Vergine. Gli anni cinquanta del Settecento sono comunque quelli centrali del suo curriculum, con interventi importanti, come nel salone degli affreschi del palazzo vescovile di Ivrea (1751 ca) e nella chiesa parrocchiale di Orta, ove l'artista si accompagnò ad Antonio Orgiazzi. 

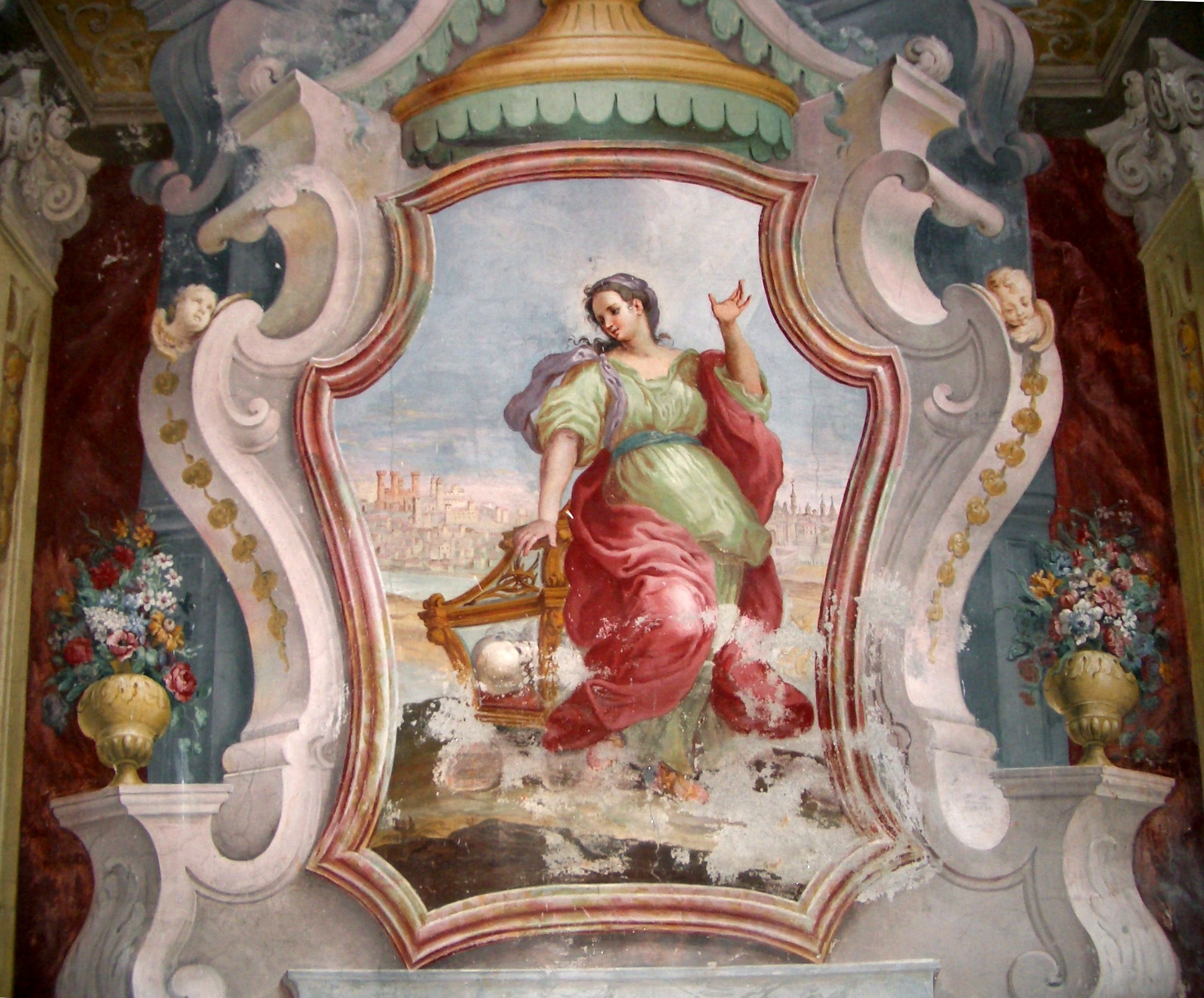
Chiesa San Gaudenzio Ivrea

Ignote rimangono le ragioni della sua convocazione a Bellinzago Novarese, alle porte di Novara, dove fu chiamato a decorare l'oratorio del Gonfalone della chiesa di Sant'Anna. Forse potevano aver contato le coeve presenze di marmorini di Viggiù, attivi anche a Nonio. Nel frattempo le sue vicende di vita personale si svolgevano nel luogo nativo, documentate da atti che testimoniano i continuativi traffici di prestiti e acquisti. Nel 1752 gli nacque il suo unico figlio maschio a cui furono imposti i nomi di Luca Magno Baldassarre Nicodemo Maria, che morì poco dopo la nascita. Nel 1760 lo stato delle anime censiva ancora la famiglia Rossetti nella casa ereditata dal padre Pietro Antonio: sopravviveva la madre di Luca, defunta prima del 1764, mentre non risultavano più presenti la sorella Anna Cecilia, morta nel 1755, e le figlia Benigna, andata sposa a un personaggio della famiglia Piana. Nel 1765 si sarebbe sposata anche la figlia Ortensia con un chirurgo di Samarate, località di origine della moglie.
L'attività artistica di Luca è registrata ancora agli esordi del settimo decennio del Settecento, a Ivrea nella chiesa di Santa Croce, per il secondo lotto di affreschi, a Carcegna e a Pogno nella cappella di San Prospero con un intervento attribuibile per via stilistica. Dopo il 1762 non conosciamo altre sue opere, ma i documenti lo danno sempre residente a Orta, dove il 3 marzo 1770 si spense, tumulato nel cimitero di San Michele e Quirico. Al momento non è stato ritrovato il suo testamento. 

Il 26 dicembre 1777 sarebbe morta anche la moglie Marta Maria Undetta, sepolta nella tomba dei Tartagna nella chiesa di San Quirico di Orta.

## Opere
- Ameno  Monte Mesma, convento francescano, antica infermeria, affresco   L'Incontro dei  santi Francesco e Domenico, quarto decennio del '700.
- Artò di Madonna del Sasso, parrocchiale di S. Bernardino, presbiterio e coro; affreschi Scene della vita di s. Bernardino: Nascita, Predica, Visione dell'Angelo, la Vocazione e  un miracolo; volta,  affresco con Gloria del santo; pilastri della navata  affreschi con Apostoli e altri santi. Cappella di S. Clemente, volta e pareti affreschi con Episodi e  Gloria del Santo Martire Clemente 1746 circa.
- Auzate, parrocchiale di S. Biagio, cappella di Sant'Anna, tela Morte di sant'Anna, 1735 circa.
- Bannio Anzino, località Pontegrande, Oratorio dei Santi Pietro e Paolo, pala d'altare  Madonna di Loreto fra i santi Pietro e Paolo, 1763.
- Bellinzago Novarese, Chiesa di Sant'Anna, oratorio del Gonfalone,  volta, affreschi   Vergine Assunta, angeli e quattro virtù,  1750-1753 ca.
- Bioglio, parrocchiale dell'Assunta, cupola e calotta absidale, affreschi  L'incoronazione della Vergine, i quattro dottori della Chiesa, le Virtù e gli angeli, 1739; Cimitero annesso alla chiesa, cappella dell'ossario, decorazione (oggi non più esistente),  1746.
- Carcegna di Miasino, parrocchiale di San Pietro, pareti laterali del presbiterio due  tele con Storie di san Pietro, 1762; coro, affreschi Gloria angelica, Ossario dell'antico cimitero presso la parrocchiale, affreschi (gravemente ammalorati), Dio Padre, la Maddalena presso la Croce, Anime del Purgatorio 1750
- Cesara, parrocchiale di San Clemente, cappella di Sant'Antonio di Padova, volta, affresco  Gloria del santo, ante 1763.
- Chesio, parrocchiale di San Rocco, cappella di San Vincenzo Ferreri, ancona d'altare, olio su tela, San Vincenzo libera un'ossessa. 1750 ca.
- Cuorgnè, chiesa di San Giovanni Battista,  ciclo di sette tele con la Storie di san Giovanni Battista:  L'Annuncio dell'Angelo a Zaccaria - La visita di Maria Vergine a santa Elisabetta - La Nascita di Giovanni Battista - San Giovannino con la madre santa Elisabetta in visita a Gesù Bambino in braccio alla Madonna - Il battesimo di Cristo - La predicazione di Giovanni Battista - Il martirio di Giovanni Battista. 1742; parrocchiale di San Dalmazzo, cappella della Comunità, decorazione interna (oggi non più esistente per rifacimento dopo il crollo dell'edificio nel 1804) e tela La morte di san Giuseppe, 1744.
- Ivrea, chiesa di San Gaudenzio, affreschi nell'interno della chiesa e dell'oratorio, Fatti della vita e miracoli post mortem di san Gaudenzio e gloria del santo (1738-1739.[1] Palazzo vescovile, “salone degli affreschi”, pareti, affreschi, I santi patroni di Ivrea chiedono la protezione della Vergine sulla diocesi, Immagini della diocesi eporediese, 1751 ca; Chiesa della confraternita di Santa Croce, navata, presbiterio e coro, affreschi con scene mariane entro quadrature architettoniche: nel coro Natività sormontata dalla Crocifissione, sulle pareti laterali santi e dottori della chiesa che discettano dei dogmi dell'Immacolata Concezione e dell'Assunzione di Maria e sulla cupola Incoronazione della Vergine, 1753 prima fase e 1761 seconda fase.
- Miasino, parrocchiale di San Rocco, sacrestia, affresco, Arma e impresa del vescovo (perduto), 1742.
- Mosso, parrocchiale di Santa Maria Assunta, volta della campata di raccordo tra la navata e il presbiterio, affresco Gloria dell'Assunta, le quattro Virtù Cardinali, 1743 (con la collaborazione del pittore Giovan Battista Greggio).
- Nonio, Oratorio di San Rocco,  presbiterio e pareti, affreschi Nascita e morte del santo; volta, affresco Gloria di san Rocco 1748/49. Cappella dell'ossario, decorazione (non più esistente), 1750.[2]
- Orta San Giulio,[3] oratorio di San Rocco, volta, affresco Gloria di San Giuseppe e angeli musicanti, 1733. Chiesa dei Santi Bernardino e Marta, ciclo di affreschi nella parte settecentesca dell'edificio, parete destra registro inferiore: Apparizione del cervo con la croce trinitaria ai santi Giovanni de Matha e Felice di Valois, i Re Magi, ai lati della porta d'accesso alla chiesa antica: santa Marta con la tarasca e i confratelli, Madonna del riscatto con gli schiavi, registro superiore: Madonna col Bambino con i santi Francesco d'Assisi, Francesco Saverio, Giovanni evangelista, Antonio di Padova e Lorenzo, Gesù è ricevuto nella casa delle sorelle Marta e Maria a Betania, il Crocifisso appare a san Camillo de Lellis, Madonna della Riscatto, parete sinistra, registro inferiore: i santi Antonio Pietro Martire, Antonio abate e Bernardo, registro superiore: un angelo appare a San Giovanni de Matha e lo invita alla liberazione degli schiavi, san Giovanni de Matha paga il riscatto degli schiavi; oratorio della Beata Vergine, parete di fondo, finta cornice dipinta,  1751. Parrocchiale di Santa Maria Assunta, transetto, volta, affresco con Incoronazione della Vergine Assunta per mano della Trinità; navata centrale, affreschi Betsabea si reca dal figlio  Re Salomone per chiedere una grazia, Salomone fa sedere alla sua destra la madre, L'Incoronazione di Ester, Ester si presenta al re Assuero per impetrare delle grazie, Giaele porge dei doni al guerriero Sisara, Sisara ucciso da Giaele, Giuditta uccide Oloferne, il popolo in festa per la vittoria di Giuditta, tra 1753 e 1761. Sacro Monte d'Orta: cappella I, esterno, facciata, stemma della Comunità d'Orta, citato nel 1770, (non più esistente). Cappella III , esterno, decorazione attorno alla scritta con le pene comminate del vescovo Giberto Borromeo per chi danneggiava il Sacro Monte, citato nel 1777 (non più esistente) si vede un lacerto nel sottogronda.
- Pavone Canavese, piazza Martiri, affresco su abitazione, Madonna col Bambino.
- Pogno, parrocchiale di San Pietro, cappella di San Prospero, volta,  affresco Gloria di san Prospero, 1761 circa. Oratorio dei Santi Antonio abate e Rocco, olio su tela  i santi Antonio di Padova e Pietro d'Alcantara.
- Quarna Sopra, parrocchiale di Santo Stefano, presbiterio, volta, affresco con Madonna con Bambino e Santa Marta; coro, affreschi con Sant'Apollonia e Santa Marta; sacrestia, volta, affresco con Santo Stefano e san Lorenzo; tela con San Bernardo d'Aosta, quinto decennio del '700.
- Vacciago, parrocchiale di Sant'Antonio, ossario, affreschi, scomparsi (1754)